# Wigtownshire
La contea di Wigtown o Wigtownshire (gaelico: Siorrachd Bhaile na h-Uige) è una contea sita nel sud-ovest della Scozia. Essa confina con l'Ayrshire a nord e con lo Stewartry of Kirkcudbright a est. Sia Stewartry che Wigtownshire fanno parte dell'area di Galloway: fino al XIX secolo il Wigtownshire era anche noto come West Galloway.
Il capoluogo della contea era storicamente Wigtown, ma nel 1890, con l'istituzione del Council, divenne Stranraer, la più grande città della contea. Wigtown comprende le zone più a sud dell'intera Scozia come Mull of Galloway, Machars e la penisola di Rhins of Galloway. Le strade principali della regione sono la A77 verso nord e la A75 verso est. La regione è amministrata dal Dumfries and Galloway Council.
Fino al 1975 è stata una contea della Scozia.

## Principali cittadine
- Newton Stewart
- Stranraer
- Whithorn
- Wigtown

## Altre località importanti
- Ardwell
- Sandhead
- Castle Kennedy
- Drummore
- Glenluce
- Kirkcowan
- Portpatrick
- Port William
- New Luce